# Sainte-Victoire-de-Sorel
Sainte-Victoire-de-Sorel es un municipio de la provincia de Quebec en Canadá. Está ubicado en el municipio regional de condado de Pierre-De Saurel y a su vez, en la región administrativa de Montérégie. Hace parte de las circunscripciones electorales de Richelieu a nivel provincial y de Richelieu a nivel federal.

## Geografía

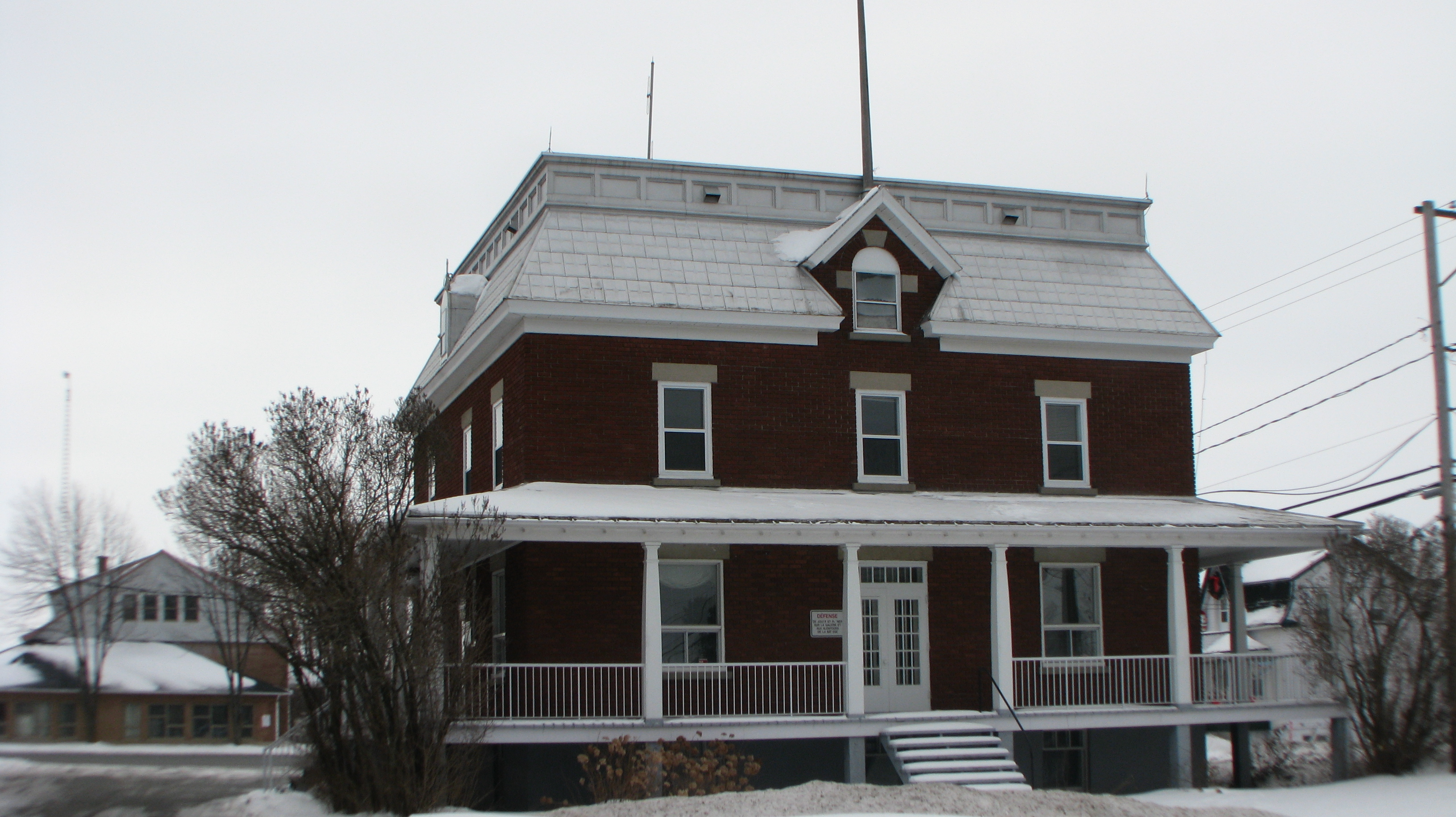
Presbiterio de Sainte-Victoire-de-Sorel.

Sainte-Victoire-de-Sorel se encuentra ubicada en las coordenadas 45°57′00″N 73°05′00″O / 45.95000, -73.08333. Limita al oeste y al norte con Sorel-Tracy, al este con Saint-Robert, al sureste con Saint-Louis-de-Richelieu, al sur con Saint-Ours y al oeste con Saint-Roch-de-Richelieu. Según Statistics Canada, tiene una superficie total de 74,75 km² y es una de las 1134 localidades en las que está dividido administrativamente el territorio de la provincia de Quebec.

## Demografía
Según el censo de Canadá de 2011, había 2501 personas residiendo en este municipio con una densidad poblacional de 33,5 hab./km². Los datos del censo mostraron que de las 2410 personas censadas en 2006, en 2011 hubo un aumento poblacional de 91 habitantes (3,8%). El número total de inmuebles particulares resultó de 1109 con una densidad de 14,84 inmuebles por km². El número total de viviendas particulares que se encontraban ocupadas por residentes habituales fue de 1054.